# Municipio de Lipie
Lipie es un municipio (gmina) rural del distrito de Kłobuck, en el voivodato de Silesia (Polonia). Su sede administrativa es la localidad de Lipie, ubicada a unos 15 kilómetros al noroeste de Kłobuck, la sede del distrito, y a unos 86 al norte de Katowice, la capital del voivodato. En 2011, según la Oficina Central de Estadística polaca, el municipio cubría una superficie de 99,05 km² y tenía una población de 6429 habitantes.